# Spina (città)

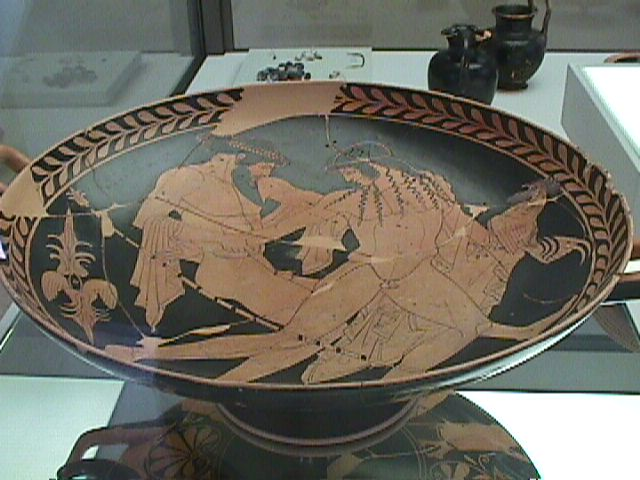
Una kylix attica a figure rosse da Spina: Zeus rapisce Ganimede, attribuita al Pittore di Pentesilea

Spina fu un'importante città portuale etrusca affacciata sul mare Adriatico, presso il delta del fiume Po. Fu una delle città più importanti dell'Etruria padana, assieme a Felsina (Bologna) e Kainua (l'attuale Marzabotto).

## Origini e storia
Secondo il racconto di Dionigi di Alicarnasso i primi abitatori di Spina furono i Pelasgi, spinti fino alla foce del Po dalle burrasche. Qui fondata la città, vi avrebbero lasciato una guarnigione, formata dagli elementi più turbolenti. La città però fu poi abbandonata dai Pelasgi, a causa dei frequenti attacchi operati dalle popolazioni vicine.
La città di Spina venne scavata in seguito alla riscoperta legata alle opere di prosciugamento delle valli di Comacchio. Nella necropoli sono state trovate più di 4.000 tombe, alle quali vanno aggiunti gli scavi di una parte dell'abitato.
Molte delle merci importate attraverso Spina erano destinate alla più grande città etrusca di Felsina (antico nome di Bologna).
Fiorì a partire dal 540 a.C., come emporio che faceva da cerniera tra mondo etrusco e mondo greco, grazie ai collegamenti marittimi che provenivano dall'Ellade. Aveva una popolazione prevalentemente etrusca, ma anche una significativa presenza greca. La popolazione di Spina si ellenizzò notevolmente. Tra i prodotti che venivano scambiati con le ceramiche attiche (ne sono stati trovati numerosi esemplari di fattura ateniese, spesso di qualità migliore di quelli scavati in madrepatria), c'erano i cereali, vino e altri prodotti agricoli, oltre alle carni di maiale salate (i "prosciutti" emiliano-romagnoli, testimoniati ampiamente sin dall'epoca etrusca). 
I miti vogliono che la fondazione della città fosse ad opera dei discendenti degli "Argonauti".
La fortuna di Spina decade con l'arrivo della crescente influenza romana e dell'impero, sebbene già l'invasione celtica dell'etruria padana fosse stata un colpo, che probabilmente non ridusse le dimensioni e la prosperità della città, ma limitò notevolmente la sua capacità di crescere. I traffici si spostarono verso sud nella zona del ravennate, area che sarebbe divenuta poi centrale sul finire dell'Impero Romano. Ravenna fu infatti capitale dell'Impero Romano d'Occidente (402 - 476).
Spina, inoltre, in balia delle continue modifiche del territorio costiero e vallivo venne infine sommersa.
Una parte dell'abitato di Spina è stato ricostruita come sezione Open Air del Museo Delta Antico ed è visitabile in località Stazione Pesca Foce.

## Archeologia
Nella necropoli sono stati trovati numerosi corredi funerari, con manufatti dal gusto sfarzoso, che testimoniano la prosperità dell'insediamento. Sono state reperite oltre 4.000 tombe. 
Le tombe sono generalmente singole in associazione alle quali si trovavano i corredi. 
Al momento della sepoltura una "moneta" di bronzo veniva posta assieme al defunto come obolo.
L'abitato aveva invece un'edilizia più spartana, in legno e paglia. Spina fu uno dei pochi insediamenti etruschi del nord a superare l'invasione celtica del quarto secolo a.C., restando attiva fino al secondo secolo a.C., quando venne abbandonata.
La necropoli di Valle Trebba fu riscoperta già dagli anni '20 mentre gli scavi di Valle Pega iniziarono dopo il '54, grazie anche al lavoro di Nereo Alfieri.
I reperti di Spina si trovano esposti al Museo archeologico nazionale di Ferrara e al Museo Delta Antico di Comacchio.
Altri reperti sono conservati invece al Museo archeologico di Delfi.

## Nella cultura di massa

### Letteratura
Spina è una delle sette città citate nel romanzo fantasy del 1978 Le città del diluvio, dell'autore emiliano Giuseppe Pederiali.

### Cinema
Il film horror del 1983 Zeder, del regista Pupi Avati, contiene diversi riferimenti a Spina. In una scena viene mostrata la sua necropoli etrusca, rappresentata nella finzione cinematografica da quella di Marzabotto.